# الهاوية (فلم)
الهاوية (بالفرنسية: La Falaise) هو فيلم قصير مغربي من إخراج فوزي بنسعيدي سنة 1999.

## القصة
في قرية صغيرة بالقرب من الشاطئ، يحكي الفيلم عن قصة «حكيم» وشقيقه «سعيد» اللذان يقومان بوظائف مختلفة (تبييض قبر بالجير، وبيع الزجاجات الفارغة).

## جوائز
فاز ب23 جائزة في عدد من المهرجانات.

## روابط خارجية
- الهاوية على موقع IMDb (الإنجليزية)
- الهاوية على موقع قاعدة بيانات الفيلم (الإنجليزية)
- الهاوية على موقع ليتربوكسد (الإنجليزية)
- الهاوية على موقع كينوبويسك (الروسية)

- الفيلم على موقع IMDB
- الفيلم على موقع allocine.fr